# إيفرتون كاردوسو دا سيلفا
إيفرتون كاردوسو دا سيلفا (بالبرتغالية: Éverton Cardoso da Silva) هو لاعب كرة قدم برازيلي في مركز الوسط، ولد في 11 ديسمبر 1988 في نورثلاند في البرازيل. لعب مع أتلتيكو باراناينسي وبوتافوغو ريغاتاس وتيغريس أونال وسوون سامسونغ بلووينغز وغريميو بورتو أليغرينزي ونادي بارانا ونادي ساو باولو ونادي فلامنغو.

## وصلات خارجية
- إيفرتون كاردوسو دا سيلفا على موقع دوري كوريا الجنوبية (الإنجليزية)
- إيفرتون كاردوسو دا سيلفا على موقع قاعدة بيانات كرة القدم.إي يو (الإنجليزية)
- إيفرتون كاردوسو دا سيلفا على موقع Soccerway.com (الإنجليزية)
- إيفرتون كاردوسو دا سيلفا على موقع عالم كرة القدم.نت (الإنجليزية)